# Walpole (hrabstwo Norfolk)
Walpole – jednostka osadnicza w Stanach Zjednoczonych, w stanie Massachusetts, w hrabstwie Norfolk.